# 今晚
《今晚》为中国中央电视台第二套节目经济频道每周一至四晚间22：25播出的谈话节目，并且在节目中多为搞笑内容。今晚一般分为三个板块，包括笑话、搞笑图和明星板块。目前今晚的副标题为“看人间趣事，添生活智慧；笑对生活，从今晚开始。”目前今晚的主持人为高博。由于今晚的名字同美国哥伦比亚电视台的“深夜秀”相似，并且主题几乎相同，很经常被人认为其为深夜秀的中国模仿版。
本节目已在经济频道改名为财经频道时停播。

## 相关
- 中国中央电视台
- 官方网站（页面存档备份，存于）